# Горлово (Поназыревский район)
Горлово — деревня в Поназыревском районе Костромской области России. Входит в состав Хмелёвского сельского поселения.

## География
Деревня находится в восточной части Костромской области, в пределах Ветлужско-Унженской низменности, в подзоне южной тайги, при автодороге 34К-215, на расстоянии приблизительно 9 километров (по прямой) к северо-востоку от Поназырева, административного центра района. Абсолютная высота — 143 метра над уровнем моря.

### Климат
Климат характеризуется как умеренно континентальный, с холодной снежной зимой и относительно тёплым летом. Среднегодовая температура воздуха — 2,6 °C. Средняя температура воздуха самого холодного месяца (января) — −12,7 °C (абсолютный минимум — −44 °C); самого тёплого месяца (июля) — 17,7 °C (абсолютный максимум — 36 °С). Годовое количество атмосферных осадков — 654 мм, из которых 458 мм выпадает в период с апреля по октябрь. Снежный покров держится около 159 дней. Продолжительность вегетационного периода составляет около 120 дней.

### Часовой пояс
Деревня Горлово, как и вся Костромская область, находится в часовой зоне МСК (московское время). Смещение применяемого времени относительно UTC составляет +3:00.

## Население
| 2008 | 2010 | 2014 |
| ---- | ---- | ---- |
| 167  | ↘137 | ↗159 |

### Национальный состав
Согласно результатам переписи 2002 года, в национальной структуре населения русские составляли 99 % из 170 чел.